# Đặng Đình Tướng
Đặng Đình Tướng (鄧廷相, 1649-1735) là đại thần nhà Lê trung hưng trong lịch sử Việt Nam.

## Thân thế
Đặng Đình Tướng là người làng Lương Xá, huyện Chương Mỹ, Hà Nội. Ông là cháu 5 đời của Thái úy, Nghĩa Quốc công Đặng Huấn, (hậu duệ Hưng Đạo Đại Vương Trần Quốc Tuấn]]), và là con của Yên Quận công Đặng Tiến Thự (được ban tên là Trịnh Liễu).

## Sự nghiệp
Đặng Đình Tướng thi đỗ giải nguyên năm 21 tuổi (1669), sau đó lại đỗ Đồng tiến sĩ khoa Canh Tuất (1670) đời Lê Huyền Tông.
Là dòng dõi công thần, Đặng Đình Tướng được chúa Trịnh để ý. Năm 1697, ông làm Phó sứ sang Trung Quốc cống nhà Thanh. Năm 1705, ông được phong làm Bồi tụng, Tả Thị lang bộ Lại, tước nam.
Năm 1705, chúa Trịnh Căn thấy Đặng Đình Tướng biết việc quân sự, bèn đổi sang làm Đô đốc ra trấn thủ Sơn Nam, tước Ứng Quận công. Trong sách Đại Việt sử ký toàn thư, phần Bản kỷ tục biên (1676 - 1740), có đoạn viết: 
"Ất Dậu, [Chính Hòa], năm thứ 26 [1705]...Tháng ba nhuận, sai Bồi tụng Đặng Đình Tướng làm Trấn thủ Sơn Nam. Từ khi Đình Kiên mất, đã từ lâu triều đình khó tìm được người thay thế. Chúa [Trịnh] thấy Đình Tướng là người có tâm cơ, biết việc binh, bèn đổi Tướng từ Tả Thị lang sang Đô đốc, cho ra trấn thủ ở ngoài, [và] ban tước Quận công....
Về sau, ông lại được đổi làm Tả Thị lang ở phủ Đô đốc Tây quân, gia thăng Thiếu phó, Tá lý công thần, được mở dinh ở quân Tiền Hòa. Năm 1718, ông được thăng làm Thái phó, tham dự triều chính. Sau đó vì tuổi cao, ông đựợc lên làm Quốc lão và nghỉ hưu.
Năm 1730, chúa Trịnh Giang nhớ công lao của ông, mới đặc cách thăng lên làm Ngũ lão, sau đó lại cử ông ra giữ việc ở phủ Đô đốc.
Bấy giờ, chúa Trịnh Giang mới lên ngôi chúa. Đặng Đình Tướng dâng lên 8 thiên "Thuật cổ quy huấn", nói về những điều khuyên răn và xin chúa Trịnh ban cho thế tử. Trịnh Cương khen ngợi ông và thỉnh thoảng mời ông vào phủ bàn việc. Lúc đó ông đã 82 tuổi, được gia phong làm Đại tư mã, rồi về hưu lần thứ hai.
Năm 1735 đời Lê Thuần Tông và chúa Trịnh Giang, Đặng Đình Tướng qua đời, thọ 87 tuổi. Ông được truy tặng là Đại tư không, phong phúc thần.
Năm 1686, ông có viết tiếp cuốn "Đặng Tộc Đại Tông Phả", từng được Đặng Tiến Thự viết năm 1683 .
Ông có ba người con và 1 người cháu lấy quận chúa (con gái chúa Trịnh).

## Nhận định
Sử gia Phan Huy Chú nhận định về ông như sau:
Ông tuổi trẻ làm quan, lên đến ngôi cao quý vẻ vang. Trong khoảng gần 70 năm là một bậc kỳ cựu trải qua mấy triều, công danh phẩm giá hơn cả các quan. Người đương thời gọi ông là Tiên quốc lão.
Trong sách Đại Việt sử ký toàn thư, phần Bản kỷ tục biên (1676 - 1740), cũng đã có lời khen rằng: 
...Đình Tướng là người giản dị, rộng rãi, ôn hòa, nên dân được yên .

## Khảo cổ
Từ năm 1968 đến 1971, các nhà khảo cổ khai quật hai khu mộ của bà Bùi Thị Khang tại gò Lăng Dứa, xã Thượng Lâm, Hà Tây và của bà Phạm Thị Nguyên Chân tại Vân Cát, Nam Hà (nay Nam Định), đều là vợ của Đặng Đình Tướng. Thi hài bà Phạm Thị Nguyên Chân (Phạm Thị Đằng) được bảo quản rất nguyên vẹn, được mặc đến 35 chiếc áo thụng bằng gấm, lụa, có cái được thêu cả kim tuyến cầu kỳ. (Thứ thất của Tướng công Đặng Đình Tướng 1648-1735 là bà Phạm Thị Đằng người sửa Phạm Hà Tiên ngày 22 tháng 4 năm 1983 Sơn Lễ - Hương Sơn - Hà Tĩnh) Nguồn http://www.nguoiduatin.vn/bi-an-dang-sau-giac-ngu-ngan-nam-a108365.html%5B%5D